# 충청남도당진교육지원청
충청남도당진교육지원청(忠淸南道唐津敎育支援廳, Dangjin Office of Education)은 충청남도 당진시를 관할하는 충청남도교육청 산하의 교육지원청이다.
교육장은 장학관으로 보한다.

## 산하 기관

### 초등학교
| - 계성초등학교 - 고대초등학교 - 고산초등학교 - 기지초등학교 - 남산초등학교 - 당산초등학교 - 당진초등학교 - 도성초등학교 - 면천초등학교 | - 북창초등학교 - 삼봉초등학교 - 난지분교 - 상록초등학교 - 서정초등학교 - 석문초등학교 - 성당초등학교 - 송산초등학교 - 송악초등학교 | - 순성초등학교 - 신촌초등학교 - 신평초등학교 - 우강초등학교 - 원당초등학교 - 유곡초등학교 - 전대초등학교 - 정미초등학교 - 조금초등학교 | - 천의초등학교 - 초락초등학교 - 탑동초등학교 - 한정초등학교 - 합덕초등학교 - 합도초등학교 |

### 중학교
| - 고대중학교 - 당진중학교 - 대호지분교 - 면천중학교 | - 서야중학교 - 석문중학교 - 송산중학교 - 송악중학교 | - 순성중학교 - 신평중학교 - 원당중학교 | - 합덕여자중학교 - 합덕중학교 - 호서중학교 |